# 東松汀信号場
東松汀信号場（トンソンジョンしんごうじょう）は、大韓民国光州広域市光山区にある、韓国鉄道公社（KORAIL）の信号所である。
光州都心鉄道移設事業と同時に光州線と慶全線の分岐点の信号を制御するために設置された。旅客・貨物の取り扱いは行わない。

## 歴史
- 2000年8月10日：信号場として開業[1]。